# Horea (gmina)
Horea – gmina w Rumunii, w okręgu Alba. Obejmuje miejscowości Baba, Butești, Dârlești, Fericet, Giurgiuț, Horea, Măncești, Mătișești, Niculești, Pătrușești, Petreasa, Preluca, Teiu, Trifești i Zânzești. W 2011 roku liczyła 2143 mieszkańców. 